# Campionat d'Europa de Futbol sub-23 de la UEFA 1974
El Campionat d'Europa de Futbol sub-23 1974 dura dos anys (1972-1974).

## Fase final

### Quarts de final
| Selecció núm.1       | Resultat global | Selecció núm.2 | Anada | Tornada |
| -------------------- | --------------- | -------------- | ----- | ------- |
| Hongria              | 4:3             | Països Baixos  | 3:1   | 1:2     |
| Alemanya Democràtica | 3:1             | Itàlia         | 2:1   | 1:0     |
| Polònia              | 2:1             | Bulgària       | 0:0   | 2:1     |
| URSS                 | 7:2             | Txecoslovàquia | 6:0   | 1:2     |

### Semi-finals
| Selecció núm.1       | Resultat global | Selecció núm.2 | Anada | Tornada                    |
| -------------------- | --------------- | -------------- | ----- | -------------------------- |
| URSS                 | 2:2             | Hongria        | 2:0   | 0:2(pròrroga), 3:4(penals) |
| Alemanya Democràtica | 2:2             | Polònia        | 0:0   | 2:2                        |

### Final
| Selecció núm.1       | Resultat global | Selecció núm.2 | Anada | Tornada |
| -------------------- | --------------- | -------------- | ----- | ------- |
| Alemanya Democràtica | 3:6             | Hongria        | 3:2   | 0:4     |

## Resultat
| Guanyadors del Campionat d'Europa de Futbol sub-23 de la UEFA 1974 · Hongria · 1r Títol |